# Опозиция (астрономия)
За два астрономически обекта се казва, че са в опозиция, когато те се намират в противоположни точки от небесната сфера, наблюдавани от дадено тяло (обикновено Земята).
Например, планета (или астероид или комета) може да се намира в опозиция спрямо Слънцето. Тъй като повечето орбити в Слънчевата система са почти копланарни спрямо еклиптиката, това се случва, когато Слънцето, Земята и въпросното тяло се намират в конфигурация на приблизително права линия. Тоест, Земята и тялото се намират в една и съща посока, наблюдавани от Слънцето.
Моментът на опозиция настъпва, когато видимата геоцентрична небесна географска дължина на тялото се различава със 180° от видимата геоцентрична небесна географска дължина на Слънцето. По това време тялото е:
- във видимо ретроградно движение;[2]
- видимо почти цяла нощ – изгряващо при залез Слънце, кулминиращо към полунощ и залязващо при изгрев Слънце;[3]
- в точката от орбитата си, където е най-близо до Земята, което го кара да изглежда по-голямо и по-ярко;[4]
- почти изцяло осветено от Слънцето, аналогично на пълнолуние;[5]
- в точка, при която ефектът на опозицията увеличава отразяваната светлина от тела с груби повърхности

Луната, която се върти около Земята, е в приблизителна опозиция спрямо Слънцето при пълнолуние. По-точна опозиция понякога възниква с математическа закономерност, ако Луната е в обичайната си точка на подравняване спрямо Слънцето и Земята, така че тя изглежда пълна и се изравнила с еклиптиката по време на низходяща или възходяща фаза на своята орбита с наклон 5°. В такъв случай се случва лунно затъмнение.
Астрономическият символ за опозиция е ☍ (U+260D).